# Do Revenge
Do Revenge (bra: Justiceiras) é um filme americano de comédia adolescente de 2022, dirigido por Jennifer Kaytin Robinson, que coescreveu o roteiro ao lado de Celeste Ballard. É estrelado por Camila Mendes, Maya Hawke, Austin Abrams, Rish Shah e Sarah Michelle Gellar. O enredo foi inspirado em Strangers on a Train, de Alfred Hitchcock. Foi lançado na Netflix em 16 de setembro de 2022. O filme recebeu críticas geralmente positivas dos críticos.

## Premissa
Duas estudantes do ensino médio em Palm Beach, Flórida, Drea e Eleanor, têm suas vidas reviradas e são rejeitadas por sua escola. Depois que um vídeo íntimo de si mesma originalmente destinado apenas a seu namorado, Max, vazou, Drea sente vergonha. Eleanor se tornou uma predadora quando rumores sobre ela segurando Carissa e tentando beijá-la começaram a se espalhar. Drea e Eleanor formam uma amizade e concordam em ir atrás dos valentões uma da outra.

## Enredo
Drea é uma estudante popular que frequenta a Rosehill Country Day High School em Miami com bolsa de estudos, mas se torna uma pária social depois que seu namorado igualmente popular Max divulga anonimamente um vídeo íntimo dela. Durante o verão, Drea trabalha em um acampamento de tênis onde conhece Eleanor, que está se transferindo para Rosehill como veterana. Depois que o carro de Drea não liga, Eleanor oferece a ela uma carona e diz a ela que também se tornou uma pária quando um boato falso se espalhou de que ela beijou Carissa, outra estudante de Rosehill, em um acampamento de verão anos antes.
Quando Drea e Eleanor percebem que não conseguirão justiça por conta própria, elas elaboram um plano para se vingar da rival da outra: Drea com Carissa e Eleanor com Max. Após uma transformação, Eleanor lentamente se infiltra no velho grupinho de Drea enquanto Drea tenta se aproximar de Carissa se voluntariando na fazenda da escola e faz amizade com Russ, um colega. Eleanor é convidada para uma festa na piscina organizada por Max, onde ela descobre que ele está traindo sua nova namorada, Tara. Drea segue Carissa na praia com Russ e rouba suas chaves, dando acesso à estufa trancada da fazenda cheia de maconha e cogumelos mágicos.
Na Cerimônia do Anel Sênior da escola, Drea coloca as drogas encontradas na estufa secreta no jantar de seus colegas com a intenção de roubar o telefone de Max para obter evidências de suas malandragens. Ela também informa anonimamente o diretor da escola sobre a estufa, fazendo com que Carissa seja expulsa. Enquanto pesquisam as mensagens de Max, Drea e Eleanor encontram fotos e mensagens de outras garotas da escola que datam de anos atrás.
Na assembleia do Dia dos Namorados, Eleanor envia as mensagens de Max para todo o corpo discente, mas o plano falha quando Max e Tara fingem ser um casal poliamoroso. Drea entra em surto depois de ser rejeitada de sua faculdade dos sonhos, Yale, e inventa um novo plano para destruir Max e seus ex-amigos populares na próxima Festa de Admissões, que só pode ser frequentada por aqueles aceitos pelas escolas da Ivy League. Eleanor começa a aceitar sua nova popularidade e os velhos amigos de Drea, começando um relacionamento com a irmã mais nova de Max, Gabbi. Quando Max e seus amigos surpreendem Eleanor em seu aniversário, Drea invade a festa e quase põe em risco seu esquema de vingança. As dois brigam e seguem caminhos separados depois que Eleanor afirma que não há evidências de que Max vazou o vídeo de Drea. Gabbi ouve isso e termina com Eleanor por ficar do lado de Max.
Drea procura podres de Eleanor e visita Carissa em uma clínica de reabilitação para obter informações. Carissa revela que Eleanor é na verdade "Nosey/Noriguda" Nora Cutler, uma garota com quem Carissa e Drea foram para o acampamento de verão. Foi Drea quem revelou Nora como lésbica e espalhou o boato, um evento que Drea havia esquecido, o que levou Eleanor a mudar seu nome e se submeter a uma rinoplastia. Drea confronta Eleanor, que revela que ela estava fingindo com Drea o tempo todo, com o objetivo de causar a Drea a mesma dor que ela sofreu com o boato. Eleanor ameaça enquadrar a mãe de Drea por posse de drogas se ela se recusar a expor seus velhos amigos na Festa de Admissão. Mais tarde, Eleanor propositadamente atropela o carro de Drea, enviando Drea ao hospital para criar uma elaborada história triste que a reúne com seus velhos amigos e permite o acesso à festa.
Durante a Festa de Admissão, Drea revela o passado de Eleanor como "Nosey Nora/Noriguda" para Max e seus amigos, mas imediatamente se arrepende e pede desculpas a Eleanor por suas ações passadas. A reconciliação emocional delas acaba sendo interrompida quando Max revela que descobriu o plano delas contra ele. Ele planeja expor e confessa ter vazado o vídeo de Drea, sem saber que Eleanor está carregando um dispositivo de gravação. Eleanor e Drea projetam a confissão de Max para toda a festa, colocando todos contra ele. Max é expulso de Rosehill e seu lugar em Yale é oferecido a Drea, que o rejeita. Ela e Eleanor pulam a formatura e dirigem para o pôr do sol.
Em uma cena pós-créditos, Drea pede desculpas a Russ, Eleanor se reconcilia com Gabbi e Max se junta a um grupo de apoio à masculinidade tóxica.

## Elenco
- Camila Mendes como Drea Torres
- Maya Hawke como Eleanor Levetan/Nora Cutler
- Austin Abrams como Max Broussard
- Rish Shah como Russ
- Talia Ryder como Gabbi Broussard
- Alisha Boe como Tara
- Ava Capri como Carissa
- Jonathan Daviss como Elliot
- Paris Berelc como Meghan
- Maia Reficco como Montana
- Sophie Turner como Erica Norman
- Rachel Matthews como Allegra
- Eliza Bennett como Jessica
- Francesca Reale como Ariana
- Olivia Sui como Sage
- Jude Timothy Harris como Peter
- Todd Allen Durkin como Vice-Diretor Norris
- Phoebe French como Willow
- Fay the Lizard como Vencedora do Óscar Olivia Colman
- Sarah Michelle Gellar como Diretora[6][7]

## Produção

### Seleção do elenco
Em 14 de outubro de 2020, foi relatado que a Netflix estava desenvolvendo o filme, até então intitulado Strangers. Jennifer Kaytin Robinson coescreveu e dirigiu o filme, inspirado em Strangers on a Train (1951), de Alfred Hitchcock. Em novembro de 2020, Camila Mendes e Maya Hawke foram as escolhidas para as protagonistas. Membros adicionais do elenco foram anunciados no início de 2021.

### Filmagens
As filmagens estavam programadas para acontecer em Los Angeles no início de 2021, mas foi alterada para Atlanta, Geórgia e Miami, Flórida com a história ocorrendo em Miami após uma reescrita. As gravações foram inicialmente encerradas em agosto de 2021 com estágios posteriores de produção ocorrendo em agosto de 2022.

## Lançamento
O filme foi lançado na Netflix em 16 de setembro de 2022.

## Recepção
No site agregador de críticas Rotten Tomatoes, 85% das 65 críticas são positivas, com uma classificação média de 6,5/10. O consenso do site diz: "Do Revenge poderia ter um pouco mais de garra, mas Maya Hawke e Camila Mendes fazem deste um prato cheio e bem servido para os espectadores que entendem que o ensino médio pode ser um inferno". No Metacritic, o filme tem uma pontuação média ponderada de 66 em 100 com base em 16 críticos, indicando "críticas geralmente favoráveis".
Coleman Spilde, do The Daily Beast, chamou o filme de "uma obra-prima que define a geração", dizendo que "Uma vez por década, surge uma comédia de ensino médio tão elegante, tão espirituosa e tão instantaneamente influente que não pode ser superada. A nova e colorida brincadeira da Netflix é esse filme." Amy Nicholson, do The New York Times, deu ao filme um B e o descreveu como "uma sátira divertida e de presas afiadas que parece uma comédia adolescente dos anos 90 martelada em emojis modernos: coroa, faca, fogo, rostinho piscando". Matt Zoller Seitz, do RogerEbert.com, deu ao filme 3 de 4 estrelas e disse: "O filme consegue misturar todas as suas influências em um filme distinto que está totalmente comprometido com sua visão do ensino médio como um ninho de cobras lindamente fantasiado e dirigido pela arte, cheio de sádicos que se divertem com a dor e o constrangimento de outras pessoas."